# Kulm bei Weiz
Kulm bei Weiz est une ancienne commune autrichienne du district de Weiz en Styrie.
Depuis le premier janvier 2015, elle a intégré la municipalité nouvelle de Pischelsdorf am Kulm.